# Marloth Park
Marloth Park (così chiamato per la presenza della pianta Aloe marlothii) è un villaggio in Sudafrica, situato nel comune di Nkomazi nella provincia di Mpumalanga.

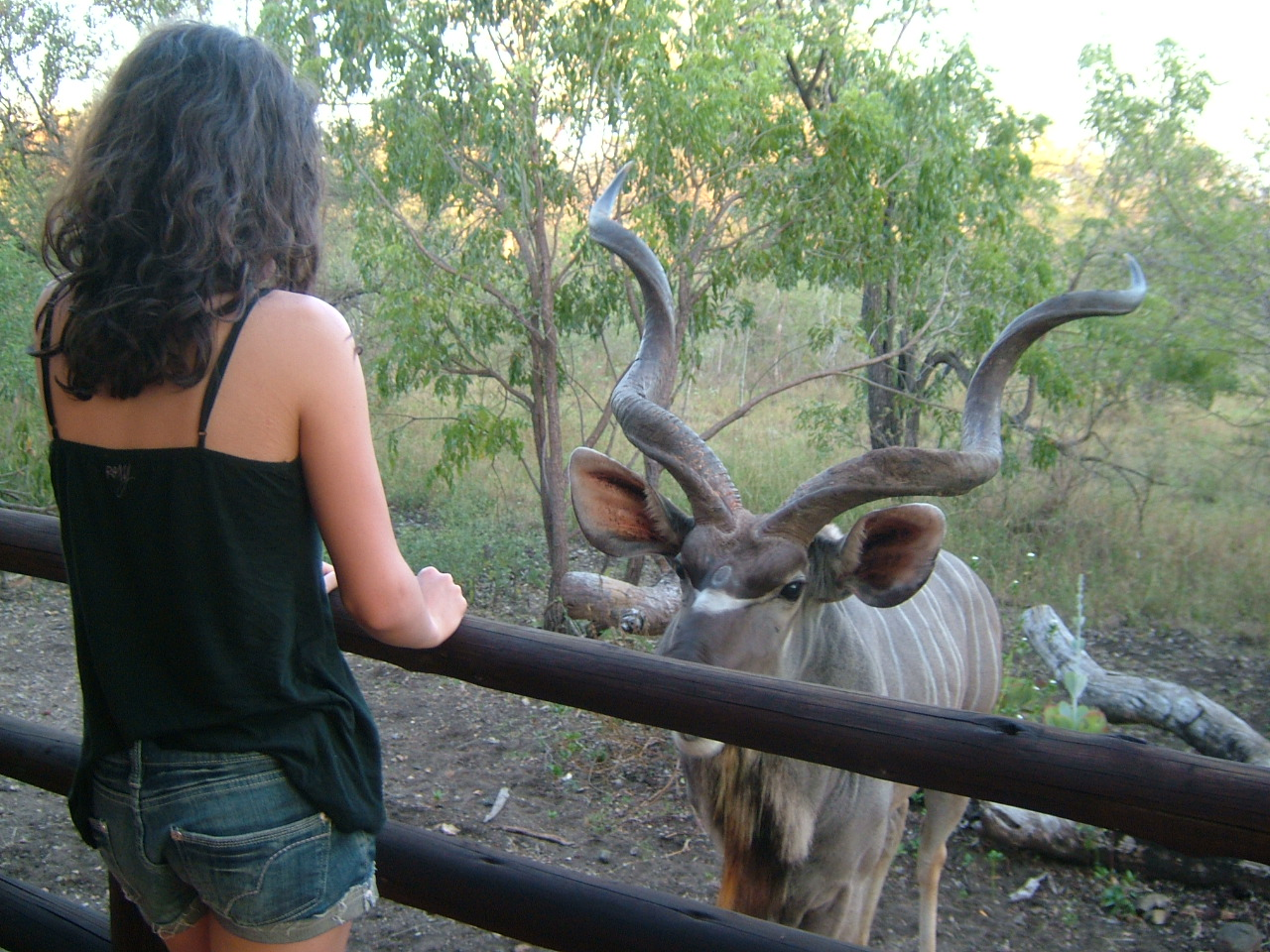
Convivenza pacifica tra animali e residenti a Marloth Park

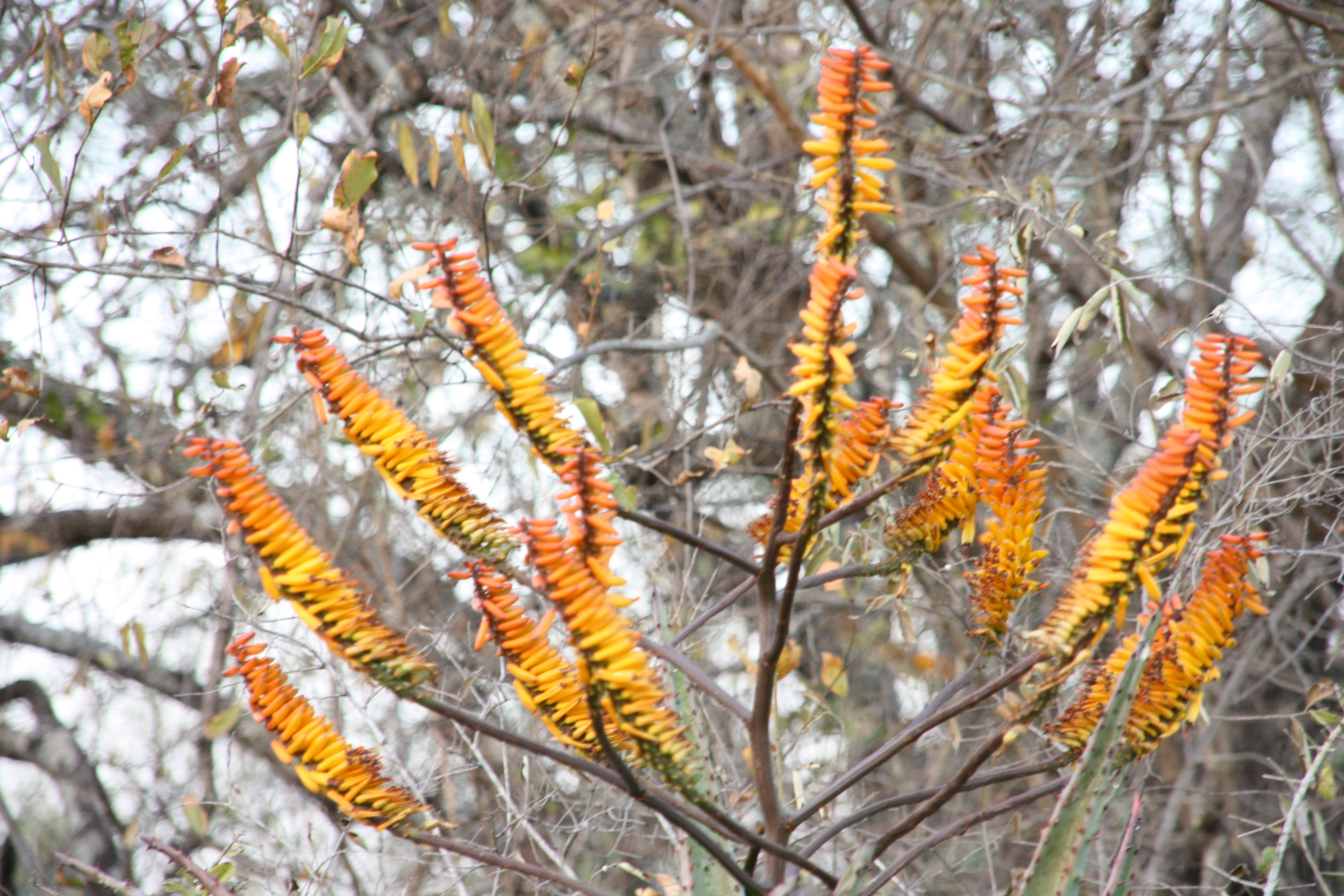
Aloe marlothii

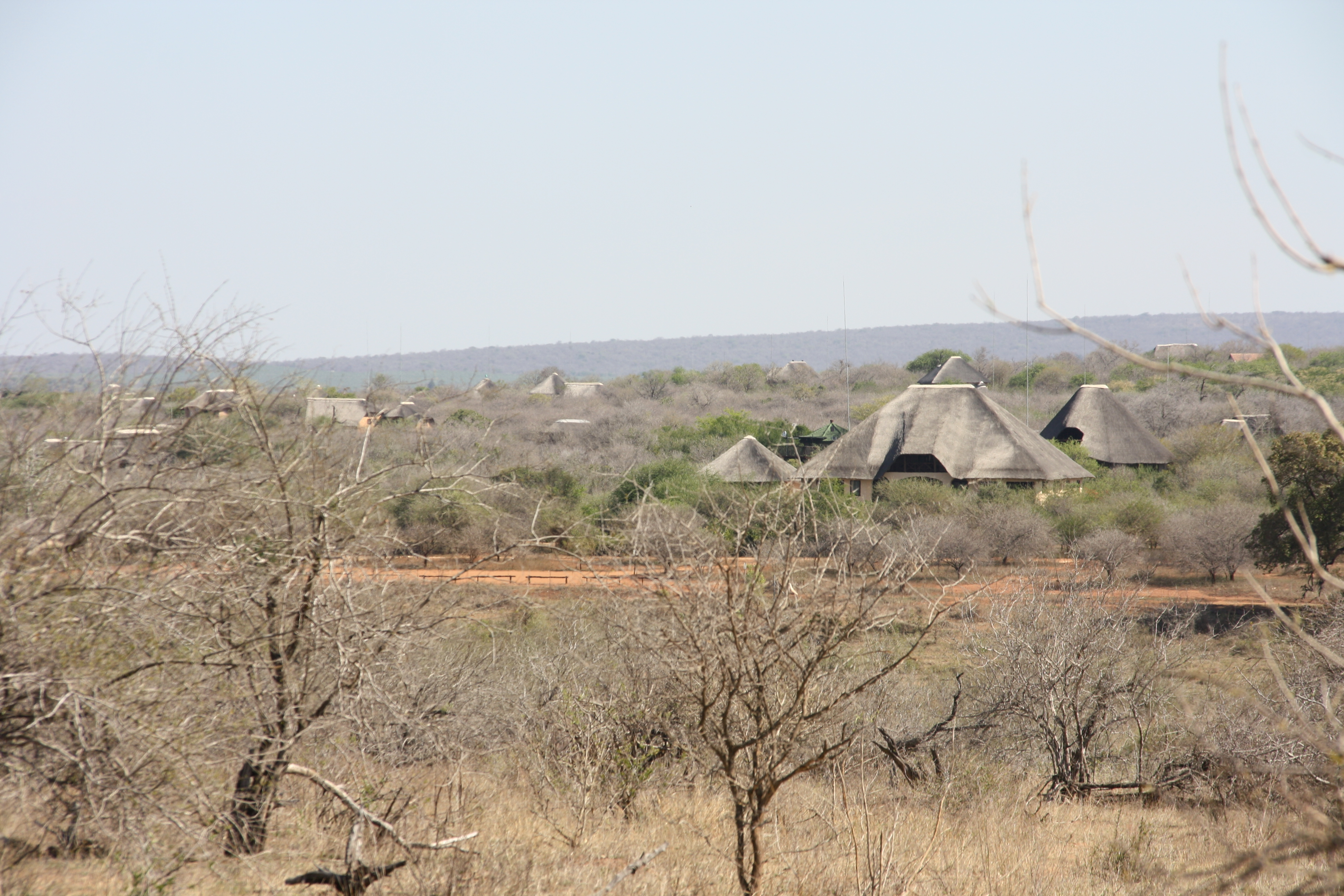
Marloth Park, vista dal Kruger Park

## Geografia
Il villaggio si trova tra Malelane e Komatipoort sulla strada N4 che collega la provincia di Gauteng al Mozambico. Marloth Park è una riserva faunistica e vegetale dove si incontrano gli animali selvatici e gli abitanti privilegiati di alcune case costruite su 3000 ettari situati a sud del Parco Kruger sul Crocodile River. I famosi Big Five sono presenti ad eccezione dell'elefante, rinoceronte, e bufali, che si può tuttavia osservare lungo le rive del lato del Parco Kruger. Il leopardo è un cliente abituale e la presenza di leoni, provenienti dal vicino parco Kruger, all'interno del villaggio è spesso constatata.
Una piccola riserva privata chiamata Lionspruit («la fonte del leone») è inclusa nel villaggio.